# ديفيد لينز (لاعب كرة قاعدة)
ديفيد لينز (بالإنجليزية: David Lenz)‏ هو لاعب كرة قاعدة أمريكي، ولد في 21 يناير 1851 في ألمانيا، وتوفي في 21 مايو 1886 في بروكلين في الولايات المتحدة.

## وصلات خارجية
- ديفيد لينز على موقعبيزبول رفرنس.كوم (الدوري الرئيسي) (الإنجليزية)